# Fumio Nagakubo
Fumio Nagakubo (jap. 長久保 文雄 Nagakubo Fumio;  * 23. Februar 1937 in Kobuchisawa) ist ein ehemaliger japanischer Eisschnellläufer.
Nagakubo nahm von 1958 bis 1964 an internationalen Wettbewerben teil. Dabei kam er bei den Olympischen Winterspielen 1960 in Squaw Valley auf den 21. Platz über 1500 m und auf den neunten Rang über 500 m. Im folgenden Jahr errang er bei der Mehrkampfweltmeisterschaft in Göteborg den 35. Platz im Großen Vierkampf. Letztmals international startete er bei den Olympischen Winterspielen 1964 in Innsbruck, wobei er den 16. Platz über 500 m belegte.

## Persönliche Bestzeiten
| Disziplin | Zeit        | Datum            | Ort             |
| --------- | ----------- | ---------------- | --------------- |
| 500 m     | 40,4 s      | 15. Februar 1960 | Squaw Valley    |
| 1000 m    | 1:28,8 min  | 27. Februar 1962 | Fujikawaguchiko |
| 1500 m    | 2:14,4 min  | 17. Februar 1960 | Squaw Valley    |
| 3000 m    | 5:29,0 min  | 23. Februar 1961 | Oslo            |
| 5000 m    | 8:58,4 min  | 23. Februar 1958 | Hamar           |
| 10.000 m  | 21:14,7 min | 2. März 1957     | Akan            |